# اسکار اسمیت
اسکار اسمیت (انگلیسی: Oscar Smith؛ ۲۸ اکتبر ۱۸۸۵ – ۱۸ مارس ۱۹۵۶) بازیگر سیاه‌پوست اهل ایالات متحده آمریکا بود. او به خاطر قامت کوتاه، چهرهٔ جوانش (ملقب به «بچهٔ ناز») و لکنت زبانش معروف بود.

## گزیدهٔ فیلم‌شناسی
- غرامت مضاعف
- راه شیری
- میسیسیپی
- برادوی بیل
- او مرا دوست ندارد
- هیچ‌یک از مردانش
- سیزده زن
- یک ترور مقدس
- تهدید
- پرونده قتل قناری
- محض رضای خدا
- هارولد لوید به دانشگاه می‌رود